# 日持
日持（にちじ、建長2年（1250年）- 没年不詳）は、鎌倉時代中期から後期にかけての日蓮宗の僧。駿河国松野の出身。甲斐公・蓮華阿闍梨と称する。日蓮六老僧の一人。駿河国蓮永寺の開山。

## 略歴
初め駿河国蒲原の天台宗寺院四十九院で日興に師事して、天台教学を学んだが日興とともに追放され、日蓮に師事した。日蓮の没後は日興と不和となり、正応元年（1288年）に日浄とともに願主となって武蔵国池上本門寺に祖師像を安置した。
その後の消息は不明であるが、一説によると永仁3年（1295年）、布教を目指して異域にわたったという。なお、樺太を経て大陸に渡ったというのは，大正時代以降に作られた話である。

## 伝説
東北や北海道函館・樺太などには、日持にまつわる伝説が残っている。
伝説によると、日持が北海道に渡ったとき、それまで見たことも無い魚が大漁に採れた。「法華の坊さん」が来たからということで、その魚を「ホッケ」と呼ぶようになったという。また、アイヌ語で和人、大和民族を「シャモ」と呼ぶのは、日持が自らを「沙門」と名乗ったことに由来するという（実際には、アイヌ語で隣人を意味する「シサㇺ」の訛り）。『別に日持上人由来説もある。松浦武四郎の「初航蝦夷日誌」には「土人の話しニ峠法華は近来の字二而唐法華と書よし。其ゆへは日持上人此処より入唐し玉ひしと。其故ニ此処二古跡有と云り。又ホッケと云魚は此村より取れ初而他国に無魚也。日持上人の加持を得て此地二而此魚ども成仏セしと云伝ふ」』（角川地名大辞典）
函館
- 1293年、石崎に庵を結んだ説[2]。
- 1296年（永仁4年）5月、函館山最高峰の御殿山の大石に墨書したと伝えられている[3]。鶏冠石（夜泣石、題目石とも）。諸説あり[4]。
- 函館市椴法華支所管内（旧・椴法華村）の地名由来説のひとつ。日持が大陸に旅立った地という意味の「渡唐法華」よりとの説があるが、椴法華村史では「古い資料で「渡唐法華」と書かれたものは、現在一点も発見されていない（中略）史料の考察から「トドホッケ」という地名は、アイヌ語に由来するものであろう」としている[5]。

## その他
- 弟子に四十九院の治部房と故郷松野出身の大夫房等がいる。
- 室町時代の僧、日尋は日持に私淑して当時蝦夷地と呼ばれた北海道を踏査した。
- 江戸時代の僧、日潮は日持の伝説を収集記録し「日持伝」の編纂を計画した。
- 大正時代頃から再び脚光を浴び第二次世界大戦中、当時の満州の宣化市（現在の河北省張家口市宣化区）において、日持の物とされる遺物が発見されたと報道された。なお、平成元年（1989年）に東京大学と東北大学の研究者により科学測定を行った際、その遺品の年代は正安2年（1300年）であり、プラスマイナス350年前後であろうと判明[要出典]している。なお、これについては贋作説もある。

## 海外布教足跡調査の状況
樺太から海外布教のため旅立つもその後の日持の消息は不明とされていたが、大正15年（1926年）に歴史家を称する中里右吉郎（中里機庵とも）という人物が満蒙調査によりその足跡を発見したとする書物『蓮華阿闍梨日持上人大陸蹈破事蹟』を蓮永寺を版元に私家版非売品として出版した。
昭和11年（1936年）、北京王府井の山本写真館に勤めていた骨董収集家の岩田秀則が、北京の東安市場で買ったという塗銀盒を中村某から入手、その中に日持の署名と花押付きの日蓮の題目や肖像が書かれた文書3篇があり、そのほか14点の日持の遺物とされるものを収集した。岩田は昭和16年（1941年）に宣化を中国人に調査させ、現地に伝わる「立化祖師」伝説（正座したまま亡くなった高僧を荼毘にふしたところ立ちあがったというもの）から、遺物は立化寺古塔墓穴から発見されたと推測、9点の遺物を日本へ持ち帰り、東洋学者の前嶋信次（慶應義塾大学教授）に紹介した。前嶋は、中里右吉郎の説を根拠の怪しい小説的な奇説と断じ、中里が挙げたパスパ文字の文献を東京外語大学蒙古語研究室の小澤重男に見せたところ「解読不可能で中里が理解できたとは思えない」との回答も得て中里説を否定、そのうえで、宣化出土品を日持の遺物とし、昭和32年（1957年）に慶応義塾大学三田史学会の機関誌『史学』に『日持上人の大陸渡航』を掲載した（のち誠文堂新光社、1983年）。
京都大学の西田龍雄・藤枝晃などが遺品中の西夏文字の経典は法華経ではなく華厳経であり、内容も継ぎ接ぎで、近年の複製品を切り貼りし捺印・書き込みしたものであると指摘。昭和50年（1975年）には、高橋智遍（本化妙宗連盟）が『日持上人研究』にて、聖筆鑑定・文献学立場より文書を中心とした遺物を否定し、「宣化文書はどう考えても日蓮聖人の直筆や日持上人のそれではなく、日持上人の時代をはるかに隔てた近代人の手になるもの」とした。
岩田秀則没後、新潟県長岡市の不動産会社社長・八木敦が遺物を譲り受けたのち、昭和62年（1987年）に長岡のゴルフ場建設の道路用地取引の件で借財のあった三洋石油社長の笠井麗資に遺物を譲渡、中国大陸で両親を亡くしていた笠井は新宿の本社近くにあった常圓寺の紹介で、遺物を日蓮宗本山である身延山久遠寺に献納した。
平成元年（1989年）、東方学院が遺物の袱紗繊維を東京大学タンデム加速器研究施設（MALT）で測定し、西暦840年±260年のものであるという結果を出し、袱紗自体は古いものであることを仏教学者の中村元が記者会見で発表した。
平成12年（2000年）、講談社から「日本の歴史」シリーズが発刊され、その中で網野善彦が宣化出土遺物を典拠に「北方から大陸に渡った僧」として宣化出土遺物を写真入りで掲載したが、遺物の真贋に疑いがあることを指摘され、同書第4刷においてその旨の補注がなされた。

## 関連寺院
- 蓮永寺 - 日持が開山した静岡市の寺院。日蓮宗本山。
- 本満寺 - 日持を崇敬開山とする京都市の寺院。日蓮宗本山。
- 法華寺 (北海道松前町) - 日持が開山した上ノ国町の法華堂を淵源に持つ北海道松前郡松前町の寺院。日蓮宗宗門史跡。
- 法華寺 (北海道江差町) - 日持が開山した上ノ国町の法華堂を淵源に持つ北海道檜山郡江差町の寺院。
- 妙應寺 - 日持が上陸し開山した後生庵（経石庵）を淵源に持つ函館市の寺院。
- 妙蓮寺 (北海道福島町) - 日持を崇敬開山とする北海道松前郡福島町の寺院。
- 蓮華寺 - 日持を開基とする青森市の寺院。
- 東之院 - 東京都にある日蓮宗大本山池上本門寺の塔頭寺院。日持の庵室を淵源とする。
- 盛圓寺 - 日持を開基とし永正年間（1504年-1520年）に日授が再建した横浜市青葉区の寺院。
- 窪之坊 - 山梨県にある日蓮宗総本山身延山久遠寺の塔頭寺院。日持の庵室を淵源とする。
- 法蓮寺 - 日持が誕生した地に建立された富士市の寺院。
- 永精寺 - 日持が開山した富士市の寺院。蓮永寺の旧跡。
- 妙永寺 - 日持が開山した富士市の寺院。

## 参考資料
- 木立 随学 日持上人開教の事績-津軽十三湊をめぐって - 日蓮宗 現代宗教研究所
- 佐藤光春『北天開教日持上人伝』日蓮宗新聞社　2004年
- 日蓮宗新聞北海道教区版　2014年7月20日付
- 日蓮宗新聞　2008年7月10日付
- 函館市総務部函館市史編さん室編 『函館市史』 函館市通説編第1巻 函館市 1980年
- 椴法華村編 『椴法華村史』 椴法華村 1989年
- 独立青年会館臥牛牧舎編 『わたしたちの函館山（その2）』 1987年